# János Korodi Gál
Korodi Gál János sau Ioan Korodi Gál (I. Korodi Gál) (n. 22 ianuarie 1929, loc. Crăiești, jud. Mureș - d. 12 februarie 1986, Cluj-Napoca) a fost un renumit ornitolog român, de etnie maghiară. A fost unul din pionierii cercetărilor ornitologice din România,  a evaluat structura populațiilor de păsări din diferite ecosisteme forestiere naturale sau antropogene din Transilvania, a folosit metoda ligaturării în studiul hranei puilor din cuib, a studiat rolul păsărilor în cadrul biocenozelor naturale, a livezilor și a culturilor agricole.

## Studiile și Activitatea didactică
Korodi Gál a absolvit Colegiul Național Gabriel Bethlen din Aiud (în 1949), apoi Facultatea de Biologie a Universității Bolyai din Cluj (în 1953).
A fost profesor asistent la catedra de Zoologie al „Universității Bolyai” și apoi la Universitatea „Babeș-Bolyai” (din 1960). A obținut diploma de doctor în științe biologice în 1964, la Universitatea București, cu teza doctorat „Cercetări cenologice asupra populațiilor de păsări din cîteva biocenoze din Transilvania și importanța lor economică.”

## Activitatea științifică
Korodi Gál a fost unul din pionierii cercetărilor ornitologice din România. A studiat două direcții ornitologice neabordate în Româniia până la el: studiul populațiilor de păsări și studiul hranei păsărilor, fără a le sacrifica prin împușcare, ambele abordate într-o viziune larg ecologică. A aplicat metode precise de lucru în teren, inițiate de cercetători finlandezi și a evaluat structura populațiilor de păsări din diferite ecosisteme forestiere naturale sau antropogene din Ardeal, publicând primele lucrări de acest tip din România.
A efectuat numeroase lucrări valoroase referitoare la ecologia unor specii, stabilind compoziția calitativă și cantitativă a hranei atât la pui, cât și la unele păsări adulte. Korodi a folosit primul în România metoda ligaturării esofagului, cea mai perfectă metodă pentru studiul calitativ și cantitativ al hranei consumate de către puii din cuiburi. Ligatura esofagului constă în strângerea ușoară a gâtului puilor cu un șnur subțire, astfel încât aceștia să nu poată înghiți hrana adusă de părinți, care este prelevată de cercetător în vederea analizelor.
A publicat mai multe articole privind alte aspecte ale biologiei păsărilor, și a rolului acestora în cadrul biocenozelor naturale, a livezilor și a culturilor agricole, multe dintre aceste aspecte au fost incluse în cartea sa „A mezőgazdaság hasznos és káros madarai” (Păsări folositoare și dăunătoare agriculturii – București, Editura Agro-Silvică, 1963).

## Lucrări publicate

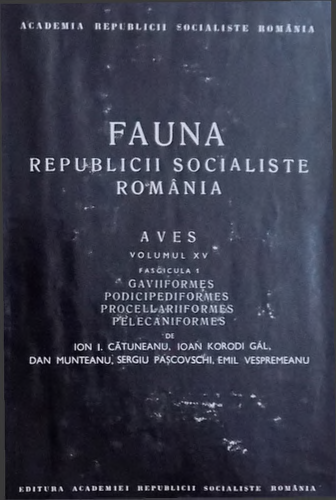

Primul articol al lui Korodi Gál a fost publicată în seria biologică "Studii și Cercetări" (1957). Lucrările sale au fost publicate în revistele de specialitate din România: "Studii și Cercetări" și "Studia Universitatis Babeș-Bolyai" (din Cluj-Napoca), "Natura", "Ocrotirea Naturii", "Cercetări Piscicole" (din București), "Tibiscus" (din Timișoara) și din străinătate "Vertebrata Hungarica" și "Aquila" din Budapesta.
Cele două lucrări metodologice mai importante ale sale au fost cele despre hrănirea puilor și relațiile numerice ale populațiilor de păsări publicate în  "Revista Muzeelor" în 1968 și 1969.
A colaborat la editarea volumului ornitologic a Faunei RSR (1978).